# Laurel (auteur)
Pour les articles homonymes, voir Laurel et Michaut.
Laureline Duermael, née Michaut le 3 février 1982 à Metz et connue sous le pseudonyme Laurel, est une illustratrice et auteure de bande dessinée de bande dessinée française et cofondatrice du studio de jeux vidéo Pixowl.
Elle est principalement connue sur internet pour son blog personnel, qu'elle tient depuis 2003. Elle a publié la série de bandes dessinées Cerise, publiée au Lombard, et travaille entre 2014 et 2017 sur la BD Comme convenu, récit inspiré de son aventure lors de la création de la société Pixowl qu'elle autoédite en ayant recours au financement participatif,,,.

## Biographie

### Jeunesse
Laurel est appelée Laureline par ses parents en référence à l'héroïne de la série de bande dessinée Valérian, agent spatio-temporel.
Après un bac L option Cinéma, Laurel ne suit pas d'études supérieures artistiques, mais s'entraîne de façon autodidacte pendant deux ans, participant au site BDAmateur.com, après quoi elle se lance dans l'illustration, accumulant des commandes. Elle débute notamment dans les magazines pour enfants des éditions Koutchoulou.

### Début de carrière dans la bande dessinée
Laurel crée son blog Un crayon dans le cœur en 2003, racontant son quotidien de dessinatrice, ses amours, les aventures de sa fille et de son chat. Le blog a du succès, et enregistre 20 000 visiteurs par jour en 2008.
Cette renommée lui permet d'être repérée au festival de la BD d'Angoulême en 2004 par Thierry Tinlot, rédacteur en chef du Journal de Spirou à l'époque. Sur son initiative, Laurel participe en 2004 et 2005, en compagnie des dessinatrices Cha et Mélaka, au magazine Spirou avec leur rubrique 33 rue Carambole, inspirée du blog des trois auteurs.
En 2005 et 2006, elle dessine deux histoires courtes, sur un scénario de Thiriet, toujours pour le journal  Spirou : Eva Lou, qui raconte les déboires d'une adolescente qui rêve d'être une vedette de la chanson. Laurel fait également quelques autres apparitions dans Spirou, les P'tites Sorcières ainsi que dans le magazine Psikopat.
Son premier album, Carmilla, sort en septembre 2006 aux éditions Vents d'Ouest. Sur un scénario de Lorris Murail la bande dessinée raconte les aventures d'une jeune fille écrivant son journal intime. Trois nouveaux opus du Journal de Carmilla ont depuis été publiés, Une espèce en voie de disparition, Compensé carbone et Delphinothérapie.
Laurel devient aussi la marraine de l'édition 2006 du Festival des blogs BD (avec le parrain Éric Dérian alias Turalo).
Elle publie en 2009 un album tiré pour l'essentiel de son blog et comportant de nombreuses pages inédites, Un crayon dans le cœur chez Warum.
À partir de 2012, sa bande dessinée jeunesse Cerise est publiée au Lombard.

### Pixowl
Laurel crée avec Adrien Duermael un jeu pour mobile intitulé Doodle Grub, mettant en scène un ver de terre. Le jeu, sorti en juin 2010, atteint les 3 millions d'utilisateurs et 200 000 joueurs quotidiens. Forts du succès de Doodle Grub, elle et Adrien Duermael rencontrent Sébastien Borget et Arthur Madrid, avec qui ils décident de cofonder le studio Pixowl pour développer des jeux pour mobile autour du concept original de Grub. Son travail au sein de Pixowl l'amène à s'installer en 2013 à Burlingame en Californie, avec son mari et sa fille. Entre 2013 et 2015, elle réalise les illustrations des jeux Greedy Grub, Grub, Garfield: Survival of the Fattest et Safari Party.

### Comme convenu
En 2014, Laurel décide de raconter son parcours au sein de Pixowl dans une bande dessinée en ligne publiée gratuitement et périodiquement sur son blog. D'abord intitulée Ma vie en Californie, puis The Daily Struggle, le nom est finalement changé en Comme convenu. Le départ vers la Californie y est vu par l'auteur comme un nouveau départ et une nouvelle vie, avant qu'elle et son compagnon se retrouvent exploités et subissent des problèmes financiers importants. Laurel explique avoir « fait cette histoire d’abord parce qu’il fallait qu'[elle] extériorise toute cette tension ».
En 2015, Laurel lance une campagne de financement participatif sur la plate-forme Ulule dans le but d'auto-éditer Comme convenu. La campagne est un succès et le tome 1 paraît en 2016 La campagne pour le financement du tome 2 est réalisée en 2017, et connaît une réussite encore plus importante,. La publication du livre (réservé donc aux contributeurs de la campagne) a été annoncée à venir pour septembre 2017 au plus tard. Les deux tomes sont parus depuis. Après le financement, ils ont été commercialisés directement par Laurel sur sa boutique d'auteure.

### Californid
Durant l'écriture de Comme convenu, Laurel quitte Pixowl et est embauchée par l'entreprise californienne Docker, Inc. (qui édite le logiciel du même nom), pour laquelle elle réalise des illustrations.
En 2018, sur le modèle de Comme convenu, elle commence à publier page par page sur son site Internet, Californid, une nouvelle bande dessinée autobiographique sur son expérience en tant qu'expatriée et mère de famille aux États-Unis. En 2020, alors qu'elle, son mari et leurs enfants sont revenus vivre en France, elle publie le tome 1 de Californid en auto-édition et le vend sur sa boutique personnelle sur Internet.

## Œuvres

### Albums
- Le Journal de Carmilla, scénario de Lorris Murail, Vents d'Ouest, coll. « Humour »
  - Reproduction interdite, 2006.
  - Une espèce en voie de disparition, 2007.
  - Compensé carbone, 2008.
  - Delphinothérapie, 2009.
- Un crayon dans le cœur, Warum, coll. « Vraoum ! », 2009.
- Miaouzan l'homme-chat, scénario de Jean-Michel Thiriet, Dupuis, coll. « Mini-Récits » (supplément du Spirou N°3767 du 23 juin 2010), 2010.
- Les Enquêtes surnaturelles de Mina, scénario de Lorris Murail, Vents d'Ouest, coll. « Humour »
  - Descente aux enfers !, 2011.
- Marche ou rêve, en collaboration avec Elric, Dargaud, série « One Shot », 2011
- Cerise, Le Lombard, 2012
  - Tome 1 : L'avis des bêtes, 2012
  - Tome 2 : Smart faune, 2014
  - Tome 3 : Le seigneur des animaux, 2015
- Comme convenu Tome 1, autoédition, 2016
- Comme convenu Tome 2, autoédition, 2017
- Les Enquêtes de Violette, scénario de Fred Neidhardt, Bamboo
  1. Tome 1, 2017
  2. Tome 2, 2017
  3. Tome 3, 2018
- Californid, autoédition, 2020[19]

### Illustrations
- Ma sœur la princesse, de Gudule, Mic Mac, coll. « Romans illustrés », 2009.
- Loin des villes, proche des gens, par Dr Borée, éditions City Editions, 2012

### Collectifs
- Soupir, Nekomix, 2006
- Inconnu, illustration d'un texte de Pascal Rannou dans l'Abécédaire, L'Égouttoir, coll. « Fondue », 2005.
- Le Chronatoscaphe, Nato, 2005[20]

### Jeux pour mobiles
- Doodle Grub, Pixowl, 2011
- Safari Party, Pixowl, 2011
- Greedy Grub, Pixowl, 2013
- Grub, Pixowl, 2014
- Garfield, Pixowl, 2015